# Klan Hosokawa

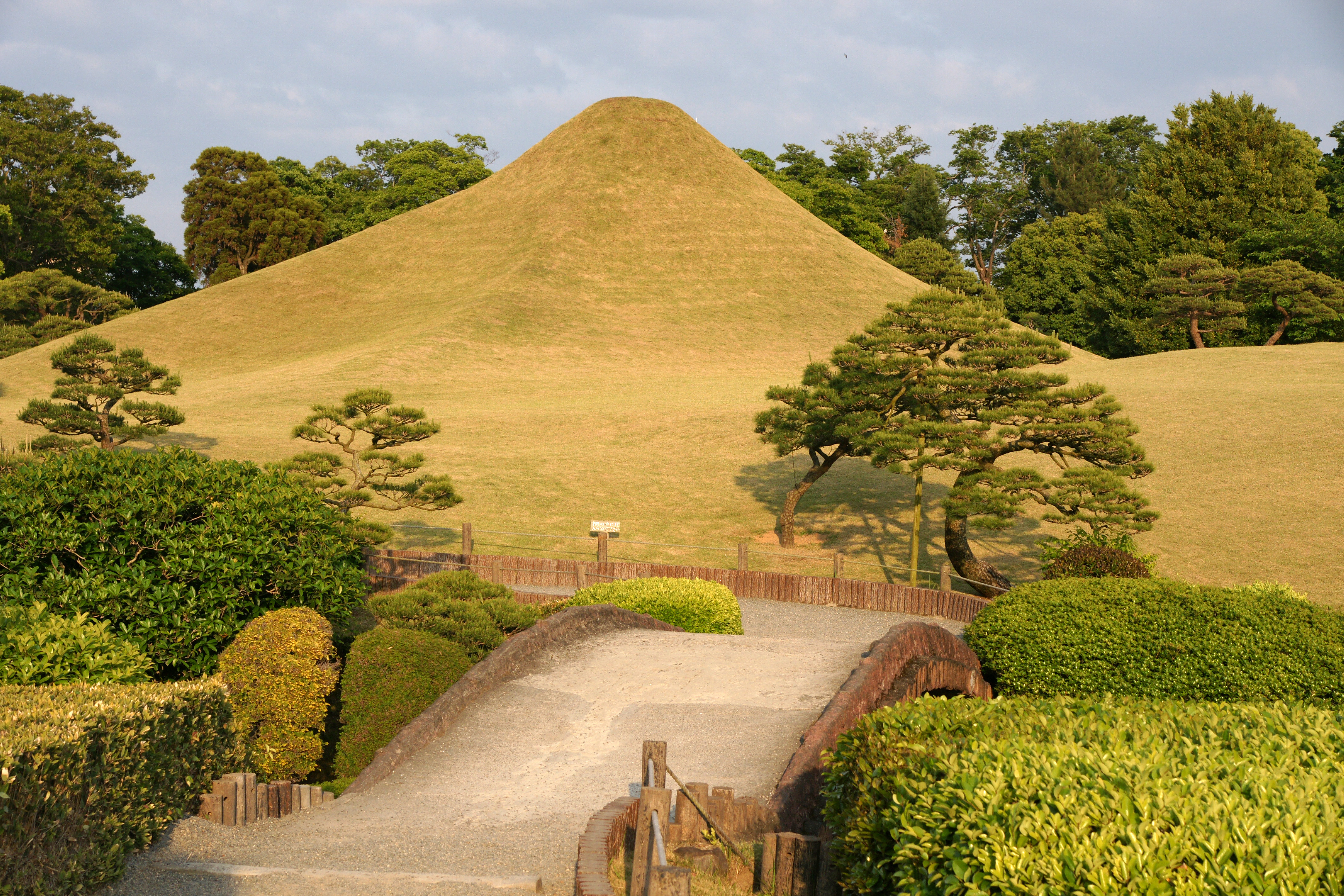
Rozlehlá japonská zahrada u paláce Gjóbutei poblíž hradu Kumamoto

Klan Hosokawa (japonsky 細川氏, Hosokawaši) byl silný japonský samurajský klan odkazující se na tradici Seiwa Gendži. Paradoxně, jak se pozdějším vývojem událostí ukázalo, sehrál klíčovou roli jak při formování šógunátu Ašikaga, tak při jeho pádu. Klan hrál významnou roli zejména v období Muromači (1336–1467), období Sengoku (1467–1600) a období Edo (1600–1868), kdy po staletí prakticky ovládal oblast od Šikoku, přes Kinai až po Kjúšú.
Stal se také jednou z rodin, jimž bylo umožněno, v období šógunátu Ašikaga, honosit se titulem kanrei. Na počátku Ašikagovy vlády kontroloval téměř celé území ostrova Šikoku klan Hosokawa. Šugo pracující pro Hosokawy tou dobou rozhodovali o dění v devíti provinciích, což bylo dost rozsáhlé území na to, aby vznikaly třecí plochy obou klanů. Střet zájmu na sebe nenechal dlouho čekat.

## Válka Ónin
Konflikt mezi Kacumotem Hosokawou, pátým kanreiem a jeho tchánem Sózenem Jamanou, jehož jádrem byl šógunův nástupce, vyvrcholil ve válečnou mašinerii – válku Ónin. Ta vedla k pádu šógunátu a uvrhla zemi do 150letého období válek a zmatků. Spolu s úpadkem šógunovy moci připadla kontrola nad hlavním městem a přeneseně tedy i nad celou zemí, do rukou Hosokawů. Nutno poznamenat, že i přes způsoby, jakými se tak stalo, šlo o legitimní postup, neboť Kacumoto užíval titulu zástupce šóguna (Kjóto kanrei). V podstatě tedy „pouze“ naplnil faktický obsah svého titulu. Díky válce si mohl klan ponechat tento titul po několik generací. Ale hned první Kacumotův dědic, Masamoto, o tento titul přišel, když byl roku 1507 zavražděn. Po Masamotově smrti klan velice oslabil a utrpěl několik citelných ran v podobě vnitřních bojů o moc. Působivá síla, kterou klan disponoval a mohl díky ní uplatňovat svou vůli v nesčetných japonských provinciích, byla soustředěna do Kjóta a krátkého perimetru kolem města. Ve spojení s klanem Óuči pak vznikl obrovský potenciál, díky kterému se z Hosokawů stal velmi silný rival a umožnil mu v podstatě neomezenou kontrolu na obchodu s Čínou. Klan se v hlavním městě udržel v podstatě téměř století, než byl vyhnán vojsky Nobunagy Ody.

## Bitva u Sekigahary
Během bitvy u Sekigahary stáli Hosokawové po boku Ieasu Tokugawy, což vedlo k tomu, že se po vítězství stali vnitřními (fudai) daimjóy. Po nastolení šógunátu Tokugawa získali jako léno provincii Higo s výnosem 540 000 koku. Klanové sídlo se nyní nacházelo daleko od Kjóta, na Kjúšú a Hosokawové zůstávali jedním z nejbohatších klanů.

## Moderní dějiny
Od roku 1646 se stalo sídlem Hosokawů Gjóbutei, sídlo v Kumamotu. Bylo postaveno nedaleko kumamotského hradu. V současnosti jsou oba objekty turisticky hojně navštěvovaným místem, kde je možné spatřit mnoho dobových předmětů. Mezi kuriozity patří čajový šálek, který používali protagonisté příběhu o 47 róninech.
Současným členem rodiny Hosokawa je pan Morihiro Hosokawa (* 14. ledna 1938), který od 9. srpna 1993 do 28. dubna 1994 zastával funkci premiéra japonského kabinetu.